# Peter Shor
Peter W. Shor (ur. 14 sierpnia 1959 roku w Nowym Jorku) – amerykański informatyk teoretyk i matematyk, pracownik AT&T Bell Laboratories w Murray Hill w stanie New Jersey.
Shor jest najbardziej znany jako autor kwantowego algorytmu nazwanego od jego nazwiska. Służy on do rozkładu na czynniki pierwsze bardzo dużych liczb naturalnych z wykorzystaniem komputera kwantowego.

## Nagrody
- 1998: Nagroda Nevanlinny; wygłosił z tej okazji wykład plenarny na Międzynarodowym Kongresie Matematyków w Berlinie[1];
- 1999: Nagroda Gödla;
- 2017: Medal Diraca (ICTP)[2];
- 2023: Nagroda Fizyki Fundamentalnej.